# Bisbat de Ba Ria
El bisbat de Bà Rịa (vietnamita: Giáo phận Bà Rịa; llatí: Dioecesis Barianensis) és una seu de l'Església catòlica al Vietnam, sufragània de l'arquebisbat de Ciutat de Hô Chí Minh. Al 2017 tenia 265.040 batejats d'un total de 1.162.325 habitants. Actualment està regida pel bisbe Emmanuel Nguyên Hong Son.

## Territori
La diòcesi comprèn la província vietnamita de Bà Rịa-Vũng Tàu.
La seu episcopal és la ciutat de Bà Rịa, on es troba la catedral de Sants Felip i Jaume.
El territori s'estén sobre 1.988 km² i està dividit en 86 parròquies.

## Història
La diòcesi va ser erigida el 22 de novembre de 2005 mitjançant la butlla Ad aptius consulendum del papa Benet XVI, prenent el territori de la diòcesi de Xuân Lôc.

## Cronologia episcopal
- Thomas Nguyên Van Trâm (22 de novembre de 2005 - 6 de maig de 2017 jubilat)
- Emmanuel Nguyên Hong Son, des del 6 de maig de 2017

## Estadístiques
A finals del 2017, la diòcesi tenia 265.040 batejats sobre una població de 1.162.325 persones, equivalent al 22,8% del total.
| any  | població | població  | població | sacerdots | sacerdots       | sacerdots       | sacerdots             | diàques | religiosos | religiosos | parroquies |
| ---- | -------- | --------- | -------- | --------- | --------------- | --------------- | --------------------- | ------- | ---------- | ---------- | ---------- |
| any  | batejats | total     | %        | total     | clergat secular | clergat regular | batejats por sacerdot | diàques | homes      | dones      |            |
| 2005 | 224.474  | 908.622   | 24,7     | 91        | 56              | 35              | 2.466                 |         | 192        | 406        | 78         |
| 2006 | 226.600  | 919.000   | 24,7     | 115       | 66              | 49              | 1.970                 |         | 141        | 421        | 79         |
| 2012 | 247.252  | 1.011.971 | 24,4     | 145       | 85              | 60              | 1.705                 |         | 240        | 557        | 79         |
| 2015 | 257.075  | 1.052.839 | 24,4     | 179       | 107             | 72              | 1.436                 |         | 298        | 597        | 84         |
| 2018 | 265.040  | 1.162.325 | 22,8     | 215       | 115             | 100             | 1.232                 |         | 368        | 646        | 86         |